# フレンドシップえひめ
株式会社フレンドえひめは、愛媛県松山市勝山町に本社を置く地域商社。
愛媛銀行、セキ、南海放送などの出資で設立された地域商社である。銀行による5%超の出資を例外的に認められた「銀行業高度化等会社」として、金融庁から認可を受けた。異業種連携による地域商社は四国初。

## 沿革
- 2021年11月 - 愛媛銀行とセキ、南海放送などの共同出資で「株式会社フレンドえひめ」設立[2]。
- 2022年
  - 3月 - オンラインストア・WEBメディア「22_Ehime（トゥートゥーエヒメ）」をオープン。
  - 4月 - 愛媛県の産品を扱う電子商取引（EC）事業を開始[3]。
  - 5月 - カタログギフトの販売開始[4]